# Solubilité

La réaction de précipitation, effectuée à partir d'une solution ou d'une suspension, forme un précipité et un liquide surnageant, observés ici dans un tube à essai.

En chimie, la solubilité est la capacité d'une substance, appelée soluté, à se dissoudre dans une autre substance, appelée solvant, pour former un mélange homogène appelé solution. La dissolution est ce processus.
En thermodynamique, la solubilité massique est une grandeur physique notée s désignant la concentration massique maximale du soluté dans le solvant, à une température donnée. La solution ainsi obtenue est alors saturée. De même, la solubilité molaire est la concentration molaire maximale du soluté dans le solvant à une température donnée. La solubilité massique s'exprime en g/L, et la solubilité molaire en mol/L.

## Produit de solubilité

### Définition et expression
Le produit de solubilité est – dans le cas d'un composé solide ionique – la constante d'équilibre de la réaction de dissolution. Cette constante est notée Ks(T). Elle ne dépend que de la température T et en général elle augmente avec celle-ci pour les solides et diminue pour les gaz. La solubilité s est fonction du produit de solubilité et varie dans le même sens.
Soit la réaction suivante :
{\displaystyle {A_{m}B_{n}}_{\mathrm {(s)} }\Longleftrightarrow m\cdot {A^{n+}}_{\mathrm {(aq)} }+n\cdot {B^{m-}}_{\mathrm {(aq)} }~}
Le produit de solubilité Ks est donné par la relation : {\displaystyle K_{\text{s}}=(a_{A^{n+}})^{m}\times (a_{B^{m-}})^{n}} avec {\displaystyle a_{A^{n+}}} et {\displaystyle a_{B^{m-}}}, les activités des espèces ioniques. Aux faibles concentrations, on peut confondre activité et concentration.
Plus le Ks est faible, moins la substance est soluble.

### Relation entre produit de solubilité et solubilité
Soit la réaction suivante : m1/v1=m2/v2
{\displaystyle {A_{m}B_{n}}_{\mathrm {(s)} }\Longleftrightarrow m\cdot {A^{n+}}_{\mathrm {(aq)} }+n\cdot {B^{m-}}_{\mathrm {(aq)} }~}
avec : 
| Temps      | AmBn  | mAn+ | nBm− |
| ---------- | ----- | ---- | ---- |
| t = 0      | c     | 0    | 0    |
| t en cours | c - s | m·s  | n·s  |

Donc :
Ks = [a(An+)]m · [a(Bm–)]n = (m·s)m · (n·s)n = mm · nn · sm · sn
D'où : 
La solubilité s d'une substance s'exprime par : {\displaystyle s=\left({\frac {K_{\text{s}}}{m^{m}\cdot n^{n}}}\right)^{\frac {1}{m+n}}}

## Paramètres influençant la solubilité
En général :
- la polarité ainsi que la présence de liaisons hydrogène au sein d'une molécule influent sur la dissociation de celle-ci ;
- quand la température de la solution augmente :
  - si le soluté est solide, la solubilité augmente ou diminue en fonction de son enthalpie de dissolution,
  - si le soluté est un liquide, la solubilité augmente avec la température,
  - si le soluté est gazeux, la solubilité diminue ;
- quand la pression augmente :
  - si le soluté est gazeux, la solubilité augmente,
  - sur le point particulier de la solubilité des gaz dans l'eau, voir la Loi de Henry ;
- la solubilité d'un sel est diminuée si un ion de ce sel est déjà présent dans la solution : c'est l'effet d'ion commun (ex. : dissolution de KCl dans une solution où sont déjà introduits les ions Cl−) ;
- le pH peut aussi fortement influencer la solubilité de certaines substances[2].

Ces facteurs peuvent agir synergiquement entre eux.

## Prédiction de la solubilité par contribution de groupe
Les chimistes peuvent estimer l'efficacité d'un mélange en déterminant les paramètres de solubilité du solvant et du soluté, appelés généralement « paramètres d'Hildebrand ». Ces derniers sont relativement approximatifs et n'ont cessé d'être soumis à diverses améliorations, les plus connues étant les paramètres de Hansen, van Krevelen ou Stefanis[réf. souhaitée].